# Agnes Wieslander
Agnes Wieslander, född 21 juli 1873 i Hjärnarp, Kristianstads län, död 1 december 1934 i Grevie, Kristianstads län, var en svensk målare och tecknare.
Hon var dotter till häradshövdingen Svante Vitalis Wieslander och Caroline Andersson. Hon studerade konst för Harald Foss i Köpehamn 1897–1899 men hon började måla redan i början av 1880-talet och har signerat målningar från 1893. Hon for på en studieresa till Paris 1900 där hon passade på att bevista lektioner på Académie Colarossi innan hon återvände till Sverige för studier under Carl Wilhelmson vid Valands målarskola i Göteborg. En avgörande betydelse för hennes konstnärskap blev en studieresan till Tyskland 1906 där hon fick möjlighet att studera för Adolf Hölzel. Hon återvände senare till Stuttgart i Tyskland 1908, 1910 och 1911 för fortsatta studier under Hölzel där hon fick följa dennes utveckling med en stegring i färgen, därmed kom hennes egen kolorism att förändras i riktning mot Hölzel. Hon återvände även till Paris 1908 där hon särskilt studerade stilleben och en förskjutning av motivet för att få fram en dekorativ förenkling av motivet. I slutet av 1910-talet vistas hon i Västerbotten på en längre resa för att utföra landskapsskildringar med snölandskap och fjäll, under denna vistelse målar hon även ett ofullbordat självporträtt där hon är iklädd en stor pälsmössa med snöiga vidder som bakgrund. På grund av tilltagande lamhet tvingades hon omkring 1923 upphöra med sitt konstnärskap. Hon var en av stiftarna till Konstnärsgruppen 1913 1913. Hon debuterade i utställningssammanhang 1902 då hon medverkade i Svenska konstnärernas förenings utställning i Stockholm och som medlem i Skånska konstnärslaget medverkade hon i föreningens utställningar 1903–1912 då hon begär utträde eftersom hennes konstsyn inte stämde med delar konstnärslaget. Hon medverkade i ett tiotal utställningar med Skånes konstförening samt utställningar arrangerade av Föreningen Svenska Konstnärinnor och Sveriges allmänna konstförening. Hon var representerad vid Baltiska utställningen och genomförde två retrospektiva utställningar i Malmö och Lund 1925. En minnesutställning arrangerades av Malmö museum 1937. Hennes konst består av stilleben, interiörer och landskapsskildringar utförda i olja. Wieslander är representerad vid Malmö museum med en oljemålningen 80-tals salong med ett salongsmotiv från 1880-talet, målningen har uppmärksammats för sin fina intima naivitet, där varje detalj av de kulturhistoriska föremålen på tavlan återges. Hon är även representerad vid Nationalmuseum och Tomelilla konstsamling.